# Речи Вафтруднира
«Речи Вафтруднира» (исл. Vafþrúðnismál) — одна из поэм древнескандинавского «Королевского кодекса» (XIII век), входящая в состав «Старшей Эдды».
Верховный бог Один приходит к Вафтрудниру, который считается мудрейшим из ётунов (его имя означает «сильный в запутывании»), чтобы помериться с ним силой в «древних познаньях». Один представляется как Гагнрад и отвечает на вопросы Вафтруднира об устройстве мира: об именах коней, приносящих день и ночь, о незамерзающей реке Ивинг на краю мира богов, о месте битвы великана Сурта с богами. Затем Гагнрад сам задаёт вопросы. Вафтруднир рассказывает ему о создании мира из плоти Имира, о происхождении ётунов и турсов, о судьбе Ньёрда, о вечных битвах эйнхериев в Валгалле, о том, как возродится мир после катастрофы. Он предсказывает смерть Одина в схватке с волком Фенриром и месть за него сына, Видара.
В финале поэмы Гагнрад спрашивает, «что сыну Один поведал, когда сын лежал на костре». Вафтрудниру приходится признать своё поражение, так как эти слова были сказаны «потаённо», их знает только сам Один. Ётун говорит, что узнал собеседника, и принимает свою судьбу: он должен заплатить жизнью за проигрыш.
Учёные полагают, что «Речи Вафтруднира» были записаны в X веке. Это произведение может восходить по своей форме к ритуальному диалогу, использовавшемуся при обучении языческих жрецов. Французский исследователь Р. Буайе констатирует, что этот «интереснейший текст» наверняка внимательно изучил Снорри Стурлусон, прежде чем написать «Младшую Эдду».